# Systoechus socius
Systoechus socius är en tvåvingeart som först beskrevs av Walker 1852.  Systoechus socius ingår i släktet Systoechus och familjen svävflugor. Inga underarter finns listade i Catalogue of Life.